# Mellicta completa
Mellicta completa är en fjärilsart som beskrevs av Ruggero Verity 1931. Mellicta completa ingår i släktet Mellicta och familjen praktfjärilar. Inga underarter finns listade i Catalogue of Life.